# Castillo de Coucy
El Castillo de Coucy es un castillo fuerte erigido a partir del siglo XIII que se encuentra en Coucy-le-Château-Auffrique, una comuna en el departamento de Aisne en la región de Picardia, al norte de Francia.
Obra del soberbio señor Enguerrand III de Coucy, que quería competir con el rey de Francia, el castillo de Coucy tenía una torre del homenaje dos veces más alta que la del castillo del Louvre y con cuatro torres de esquina tan altas como la torre del homenaje de este mismo castillo del Louvre. La ciudad de Coucy estuvo también rodeada de imponentes murallas. 
La torre del homenaje, las cuatro torres de esquina del castillo, las impresionantes de la ciudad, el campanario del siglo XIII así como la iglesia de la ciudad fueron destruidos con dinamita por el ejército alemán en 1917, sin necesidad militar alguna que justificase esta decisión. Actualmente solo quedan ruinas del castillo, los cuales vienen siendo excavadas por arqueólogos e investigadores, hay pase libre a los visitantes.

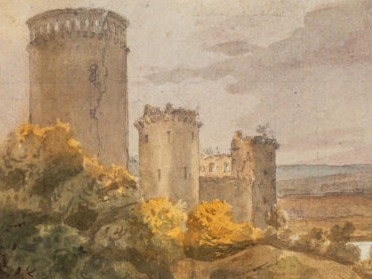
Acuarela sobre líneas de grafito, publicado alrededor de 1820.
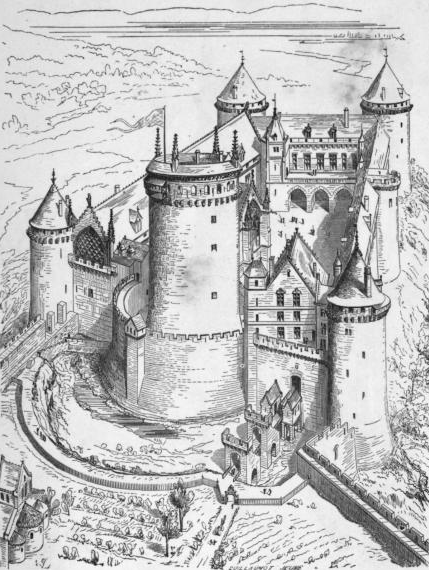
Vista exterior restaurada, grabado de Viollet-le-Duc.
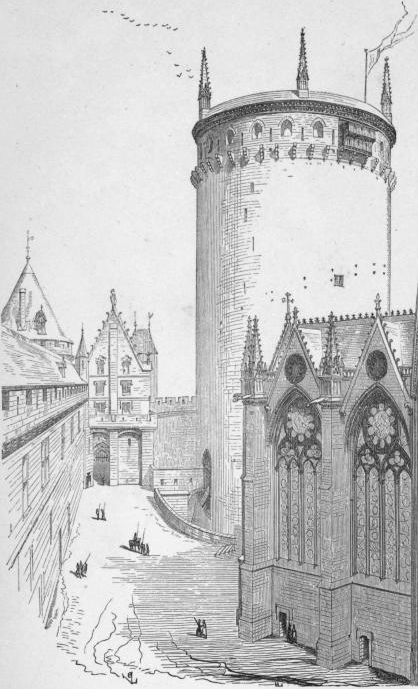
Vista restaurada del patio y de la torre del homenaje, grabado de Viollet-le-Duc.
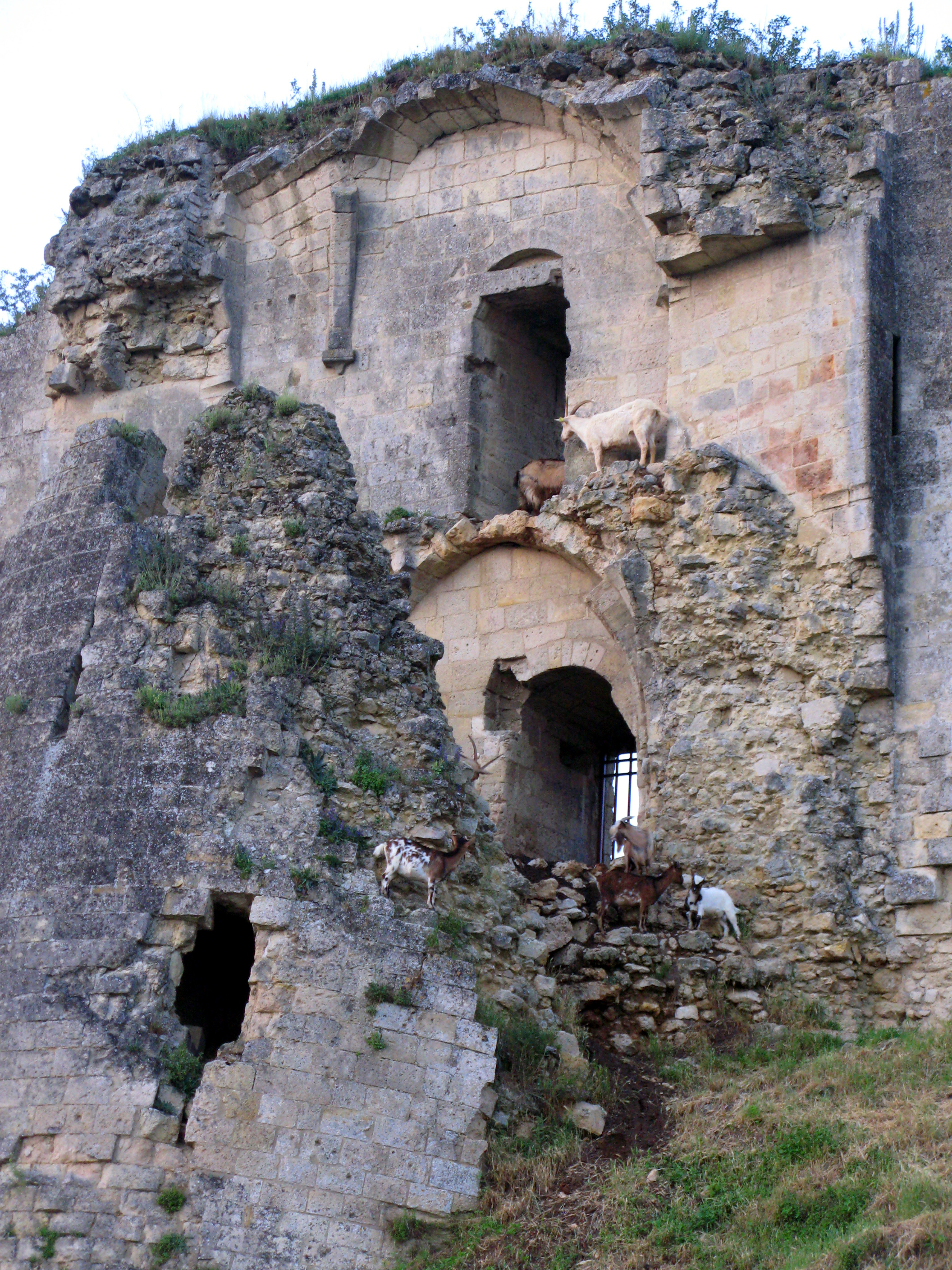
Torre derrumbada en el lado oeste.
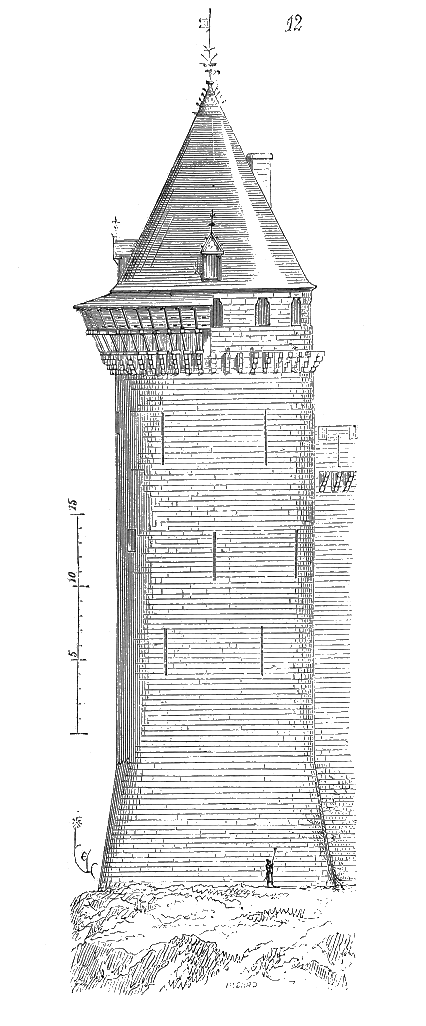
La torre noroeste del castillo por Eugène Viollet-le-Duc.
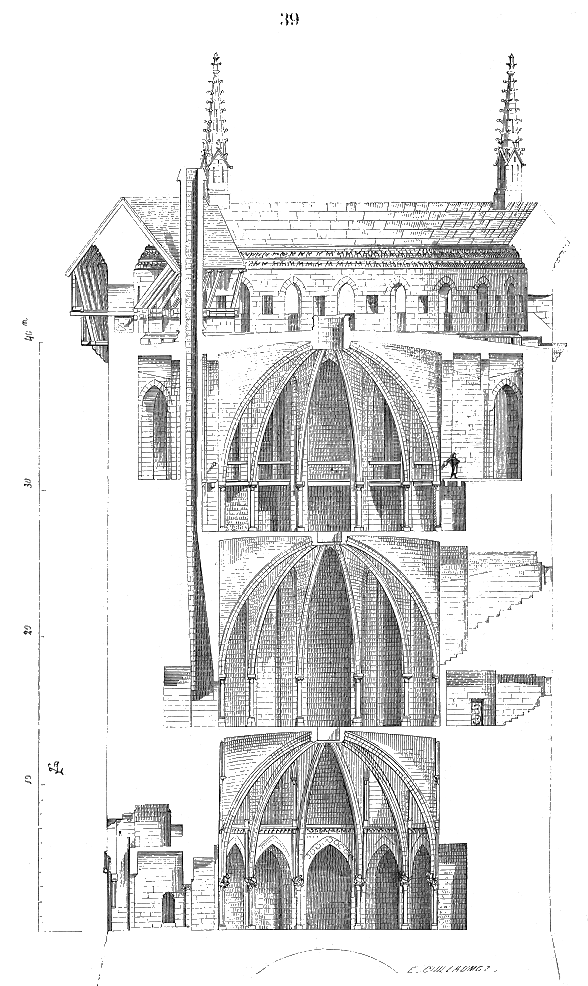
Vista en sección de la torre del homenaje, grabado de Viollet-le-Duc.
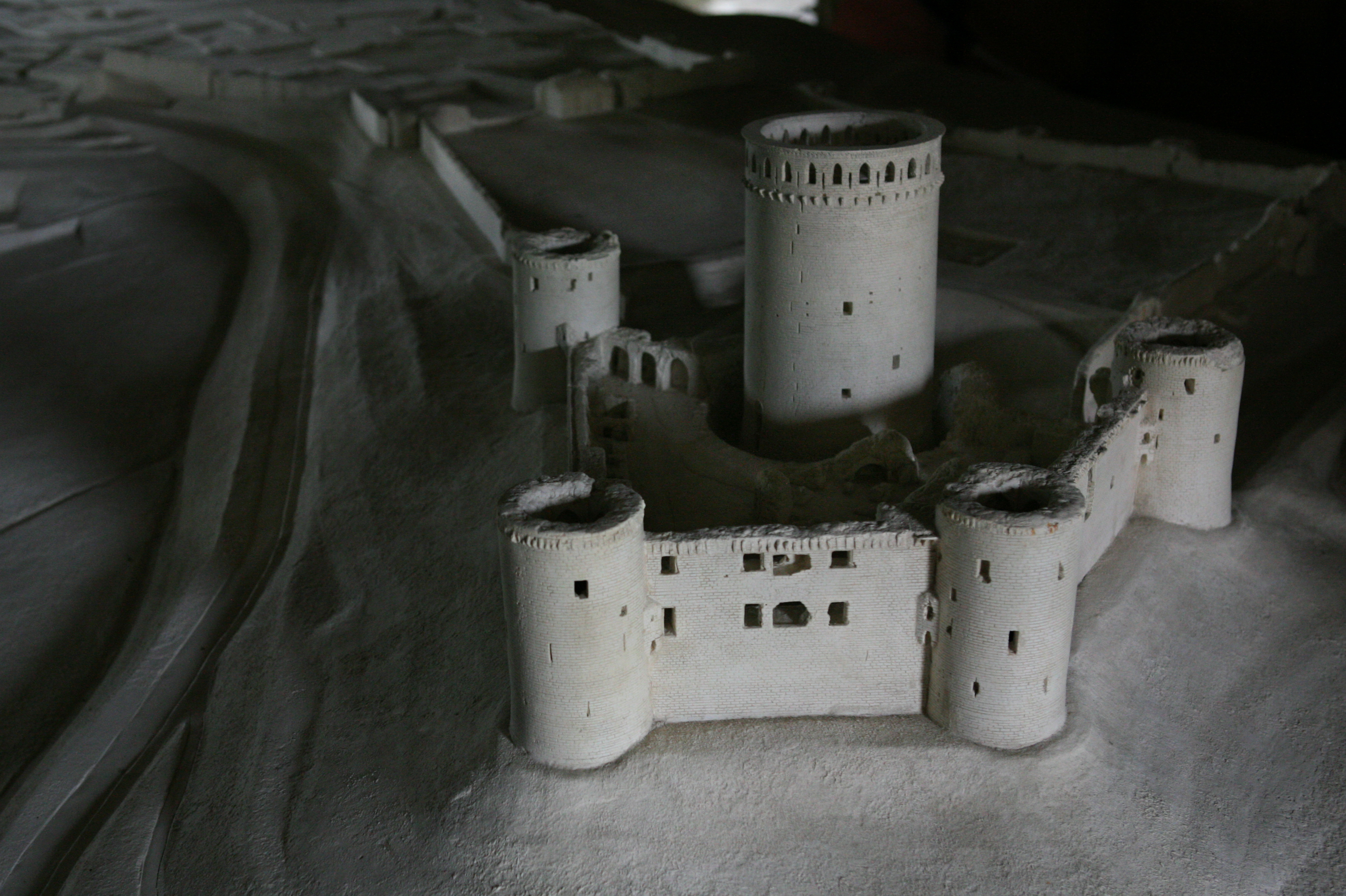
Maqueta del castillo en su estado anterior a 1917.
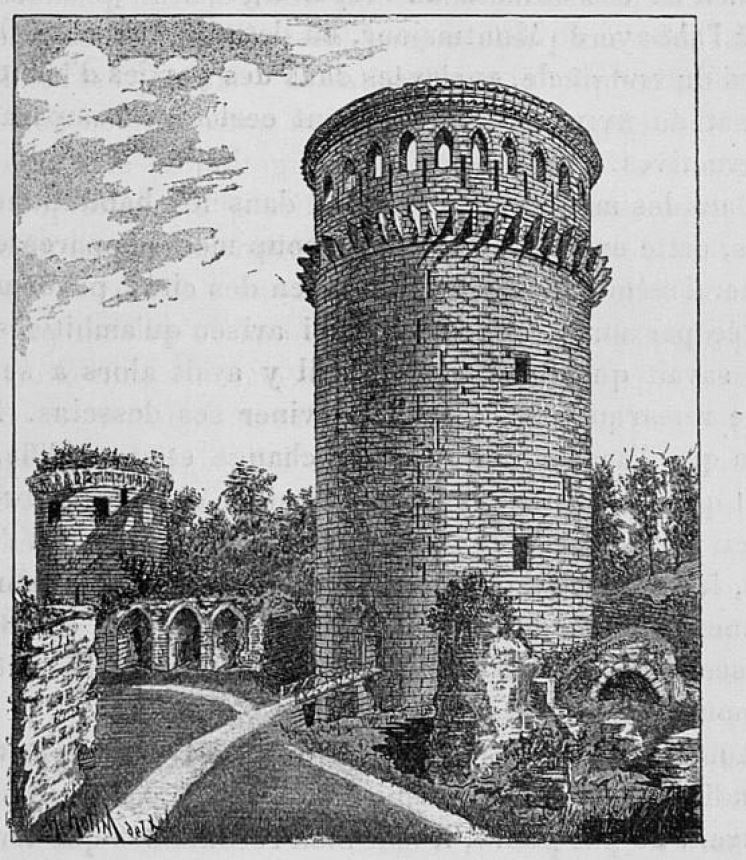
La mazmorra, grabado de Augusto Manuel Hotin, 1891.
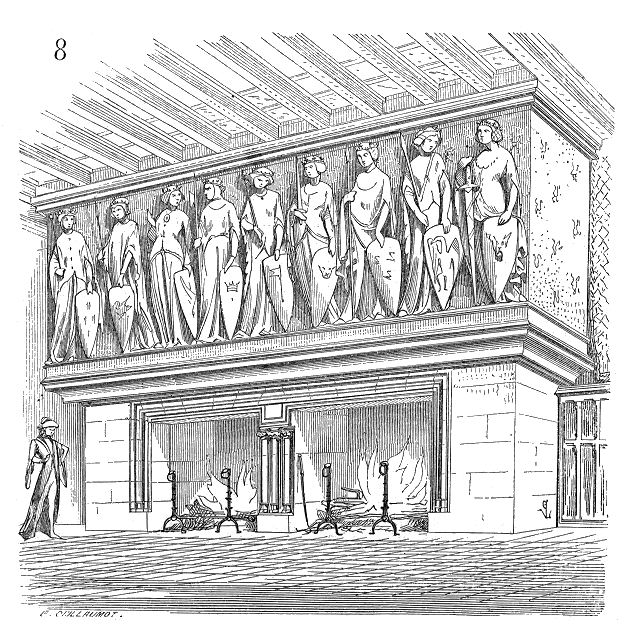
Las nueve Preuses, chimenea.

- Datos: Q576534
- Multimedia: Château de Coucy / Q576534